# Glossaire du football américain et canadien
Cette page rassemble des termes et expressions spécifiques au football américain et au football canadien qu'il ne faut pas confondre avec le football, aussi appelé soccer en Amérique du Nord. La liste n'est pas exhaustive.
Pour les différentes positions, voir les articles dédiés :
- Position au football américain
- Position au football canadien.

| Anglais                               | Français                                                                       | Explications , |
| ------------------------------------- | ------------------------------------------------------------------------------ | --- |
| 3-4                                   | 3-4                                                                            | Formation défensive avec 3 linemen et 4 linebackers. |
| 4-3                                   | 4-3                                                                            | Formation défensive avec 4 linemen et 3 linebackers. |
| All Purpose Yardage                   | Total général de yards (Europe), de verges (Canada)                            | L’ensemble des yards gagnés par un joueur lors d’une saison/match que ce soit avec une réception, une course, une interception retournée, un retour de kick-off/punt/field Goal manqué. |
| Audible                               | Audible                                                                        | Fait de donner les tactiques à la dernière seconde. Le quarterback (QB) les crie avant la mise en jeu lorsqu'il a, par exemple, détecté un dispositif spécial de la défense adverse. |
| Backfield                             | Champ arrière                                                                  | - Ensemble des joueurs, offensifs ou défensifs, qui se positionnent en retrait de la ligne de scrimmage (à l'exception des linebackers). - Zone derrière la ligne de scrimmage où le quarterback et le Running Back sont alignés. - Correspond aussi à l’ensemble RB et QB. |
| Backup                                | Remplaçant                                                                     | Joueur remplaçant. |
| Blind Side                            | Côté aveugle                                                                   | Zone où le quarterback (QB) n’a pas de visibilité (angle mort). Cette zone se trouve à l’opposé de son bras de lancer. Elle est très dangereuse pour le quarterback (QB) car il peut se prendre un plaquage sans le voir venir. |
| Blitz                                 | Charge surprise (Europe) Blitz (Canada)                                        | C’est une tactique (action) défensive qui consiste à « envoyer » au moins 5 joueurs au-delà de la ligne de Scrimmage afin de mettre une intense pression sur le quarterback (QB) adverse dans le but de le sacker ou de plaquer le running back le plus tôt possible afin d'infliger une perte de terrain à l'attaque. Il y a un risque : la défense doit être rapide car sinon elle s'expose à une passe longue. |
| Block(ing)                            | Blocage                                                                        | Obstruction volontaire et autorisée qui consiste à protéger le porteur du ballon en percutant (et pas en plaquant) le défenseur qui désire le plaquer (interdit au rugby). S'il s'agit d'un joueur offensif, il ne peut agripper son adversaire. |
| Block in the back                     | Blocage dans le dos                                                            | Blocage delivré dans le dos (interdit) |
| Bomb                                  | Bombe                                                                          | Nom donné aux passes avant très longues (autrement appelées Hail Mary, Ave Maria...) |
| Bootleg                               | Contrebande (Europe) Feinte (Canada)                                           | Jeu renversé du quarterback (QB) qui, après une feinte de transmission, cache la balle derrière sa cuisse pour la « passer en contrebande ». |
| Bump and run                          | Frappe et court                                                                | Tactique de défense qui consiste à percuter le receveur dans le but de le gêner dans sa course. Un tel contact n'est autorisé que dans les 5 premiers yards. |
| Bull Rush                             | Raid de taureau                                                                | Ce n’est pas vraiment un mouvement car on « rentre » dans l’adversaire et on pousse jusqu'à pouvoir dégager un bras sur le quarterback (QB). |
| Bye week                              | Semaine de repos                                                               | En NFL et en LCF, semaine où un club ne joue pas, soit celle forcée pendant la saison régulière, soit celle obtenue en se qualifiant directement pour le deuxième tour des playoffs. |
| Chain/Chain Group                     | Chaîne d'arpenteur (Europe) Chaîne/Chaineurs (Canada)                          | Un groupe de 6 personnes qui aident les arbitres au déroulement du match en indiquant l’endroit du 1er Down. Les chaînes mesurent 10 yards de longueur et ont un poteau à chaque extrémité. Le premier poteau repose sur la ligne de scrimmage alors que la seconde indique le 1er Down. |
| Clipping                              | Charge contre le genou                                                         | |
| Collective Bargaining Agreement (CBA) | Convention collective de travail                                               | Négociations salariales. Pour la NFL, il s'agit d'un accord signé pour une durée déterminée entre joueurs et propriétaires. Il régit toutes les règles concernant la vie de la ligue : conditions des joueurs, revenus, règlement sur les salaires, les transferts de joueurs, etc. |
| Coin Toss                             | Tirage au sort                                                                 | L’équipe qui le gagne le tirage au sort (lancer de piece) choisit d’engager ou de recevoir en premier. En général, le gagnant choisit de recevoir la première possession. |
| Combine                               | Camp national sur invitation                                                   | Réunion de joueurs NCAA qui se présentent à la draft dans le but de faire des exercices physiques, sportifs, psychologiques et des interviews, ceci tout en étant évalués par les équipes NFL. Existe aussi dans la Ligue canadienne de football. |
| Completion                            | Balle captée (Europe) Réception (Canada)                                       | Balle captée par un receveur. Pour que la passe soit complétée, le receveur doit avoir les 2 pieds au sol à l’intérieur du terrain et la balle doit être sécurisée dans les mains du receveur (il doit avoir le contrôle du ballon). En NCAA, un pied dans le terrain suffit. |
| Completion Percentage                 | % de passes complétées                                                         | Cela correspond au rapport entre le nombre de passes complétées et le nombre de passes lancées, le tout multiplié par 100 (exemple : 100 passes complétées/200 passes lancées donne un Completition Percentage de 50). |
| Containment                           | Endiguement                                                                    | Responsabilité d'un défenseur consistant à rabattre ou contenir le porteur du ballon vers le milieu du terrain, en l'attaquant par l'extérieur. |
| Counter                               | Contre (Europe) Jeu renversé (Canada)                                          | Jeu au sol, au cours duquel le ballon est transporté en sens opposé au mouvement général de la formation offensive. |
| Cross block                           | Blocage en croix (Europe) Blocage croisé (Canada)                              | Implique deux bloqueurs. |
| Cross body bock                       | Blocage en travers du corps                                                    | Corps de l'adversaire. |
| Cut                                   | Coupé (Europe) Retranché (Canada)                                              | Se dit d'un joueur licencié ou dont le contrat est interrompu. Ce joueur devient un joueur libre (FA). Cette pratique se fait souvent avant l’ouverture de la free agency pour ne pas payer le bonus annuel dû au joueur. |
| Cutback                               | Changement de direction (Canada)                                               | Le fait pour un coureur de changer subitement de direction afin de profiter d’une brèche ou d’esquiver un défenseur. |
| Cutblock (Rollblock)                  | ?                                                                              | Le fait de se jeter dans les jambes d’un joueur, pour le mettre à terre ou le bloquer. (Rollblock). |
| Dead ball                             | Balle morte                                                                    | C’est une balle qui est sortie du terrain sans être tenue par un quelconque joueur. |
| Defensive team                        | Formation de défense                                                           | Ou équipe défensive. |
| Delay of game                         | Retard de remise en jeu                                                        | |
| Dime                                  | Dime                                                                           | Tactique de défense contre la passe consistant à aligner 6 defensive backs. |
| Dive                                  | Plongeon                                                                       | Percée au centre de la ligne. |
| Double coverage                       | Double couverture (marquage)                                                   | |
| Down                                  | Essai                                                                          | Tentative. Pour avancer dans le jeu, l’équipe qui attaque dispose de quatre tentatives au football américain ou trois tentatives au football canadien (Downs) pour parcourir 10 yards. Si ces 10 yards n’ont pas été parcourus, la balle passe à l’équipe adverse. |
| Draft                                 | Draft (Europe) Repêchage (Canada)                                              | Événement annuel comparable à une bourse aux joueurs, où les équipes sélectionnent des sportifs issus de l'université, de l'école secondaire ou d'une autre ligue, selon un ordre établi (Draft List). Existe pour la NFL et la LCF, avec des règles différentes. |
| Draft List                            | Liste de draft                                                                 | Liste des équipes pour la draft. L’équipe ayant fait la plus mauvaise saison à le premier choix. Celles qui participent au Super Bowl auront les deux derniers choix. |
| Draft trades                          | Échanges de draft                                                              | Échange qui a lieu entre deux équipes, soit pour échanger des joueurs, soit pour échanger des tours de draft. L’équipe qui monte dans l’ordre dit avoir fait un trade up, l’autre un trade down. Le but est de rendre la NFL plus intéressante et de ne pas avoir la ligue séparée en deux, les grosses franchises et les équipes faibles. |
| Drive                                 | Trajet                                                                         | C’est la succession des actions effectuées par l’attaque, on parle aussi de série offensive. L’attaque dispose de 4 tentatives ou essais (downs) pour parcourir un minimum de 10 yards. Si elle y arrive, elle obtient un first down, c’est-à-dire une nouvelle série. Les first downs s’enchaînent ainsi jusqu'à ce qu’elle soit arrêtée ou arrive dans la zone d'en-but adverse pour le touchdown. |
| Drop                                  | Relâche du ballon                                                              | C’est lorsqu'un joueur lâche la balle à la suite d'une passe alors qu’on pensait qu’il pouvait la contrôler = ne pas avoir les mains « sures ». |
| Dropback                              | Recul du quarterback                                                           | Mouvement de recul du quarterback (QB) préparatoire à la passe. |
| Draw play                             | Jeu au sol                                                                     | Préparé par une feinte de jeu aérien. |
| Eligible receiver                     | Receveur éligible                                                              | |
| Encroachment                          | Empiètement                                                                    | Pénalité de 5 yards sifflée contre la défense lorsqu'un défenseur anticipe trop le snap et va percuter un joueur de la ligne offensive (lorsqu'il franchit la ligne de scrimmage). |
| End line                              | Ligne de fin de terrain                                                        | Les deux end lines sont séparés par 120 yards (100 du terrain + 10 pour chaque en-but) |
| End zone                              | Zone d'en-but                                                                  | Zone d'en-but de 10 yards située de chaque côté du terrain. |
| Extra point (conversion ou PAT)       | Transformation                                                                 | En NFL, la transformation d’un touchdown (identique au field Goal) se tente depuis la ligne des 15 yards (25 yards des poteaux) et, en cas de réussite, rapporte 1 point supplémentaire. Il existe la possibilité d’utiliser une tactique classique (passe ou une course). Si un des joueurs offensifs pénètre avec (ou réceptionne) le ballon dans la zone de l’en-but, l’équipe marque 2 points. |
| Fair catch                            | Arrêt de volée                                                                 | À la suite d’un Kickoff ou d’un Punt, le joueur qui réceptionne fait un geste de la main pour signaler qu’il ne veut pas continuer l’action. Les joueurs adverses ont interdiction de le toucher sous peine de pénalité. |
| Fake                                  | Feinte                                                                         | On parle de fake punt ou fake field goal. Tactique qui consiste à feinter la défense en lui faisant croire que l'on va effectuer un punt ou un FG. En fait on joue une action normale. |
| Field goal (FG)                       | Botté de précision ou botté de placement ou coup de pied au but                | Ce coup de pied est utilisé sur une 4e tentative (3e au football canadien) ou quand la situation l’exige, par exemple à quelques secondes de la fin du match. Le ballon est tapé au pied et doit passer entre les poteaux pour inscrire 3 points. En cas d'échec, la possession change de camp mais il y a deux possibilités : si avant le snap, la balle était à l'intérieur des 20 yards, on replacera alors la balle sur la ligne des 20 yards ou si elle était placée au-delà des 20 yards, on la replacera au même endroit. |
| Franchise Tag                         | Marque de la franchise                                                         | Une « marque » donnée à un joueur par son équipe pour l’empêcher de partir pendant un an via la Free Agency. Le joueur doit être payé le salaire moyen des cinq meilleurs joueurs de la ligue à son poste. On détermine les Franchise Tag exclusif et non exclusif : - Exclusif : négociation interdite avec une autre équipe - Non exclusif : négociation autorisée avec les autres équipes, mais l’équipe qui possède le joueur a le droit de présenter une offre comparable à celle faite par un concurrent. Si jamais l’équipe ne prend pas ce droit, elle perd le joueur, mais récupère deux premiers tours de draft en compensation. |
| Free Agent                            | Joueur (Agent) libre                                                           | Un joueur dont le contrat est terminé et qui est libre de négocier avec une autre équipe selon des conditions liées à son temps passé dans la ligue. Il y a deux possibilités : - Unrestricted FA : C’est un Free Agent qui a fait assez d’années au sein de la ligue pour pouvoir négocier un contrat ailleurs sans restriction de la part de son ancienne équipe. - Restricted FA : C’est un Free Agent qui n’a pas fait assez d’années dans la ligue (4 normalement, 6 sans accord collectif), son ancienne équipe peut placer une restriction sur lui, appelé Tenders. |
| First down                            | Première tentative (Europe) Premier essai (Canada)                             | Le « contrat » de progression de 10 yards a été rempli et l'équipe attaquante dispose de 4 tentatives supplémentaires. |
| Forearm Block                         | Blocage de l'avant-bras                                                        | |
| Forearm Lift                          | Levée de l'avant-bras                                                          | |
| Forearm Shiver                        | Percussion de l'avant-bras                                                     | |
| Forward pass                          | Passe avant                                                                    | |
| Free kick                             | Coup de pied libre                                                             | Sans opposition immédiate. |
| Fullback (FB)                         | Centre arrière (CA)                                                            | Coureur puissant et polyvalent. Il joue le rôle de bloqueur, de receveur et de bulldozer balle en main. Constitué avec les halfbacks (HB), les running backs (RB). |
| Fumble                                | Échappé                                                                        | C’est quand l’équipe offensive relâche (ou se fait arracher) le ballon avant d’avoir été plaqué (un genou au sol suffit pour signifier le plaquage). Dans le cas d’une passe, il faut que le receveur ait eu le contrôle du ballon avant de le perdre (sinon, la passe est dite « incomplète » et l’équipe offensive concerne le contrôle du ballon malgré la perte d'un down sans progression). Dans le cas d’un fumble, c’est l’équipe qui recouvre le ballon en premier qui repart en attaque par la suite. Pour la défense, le fumble est donc une bonne occasion de récupérer le ballon dans une excellente position (comme pour une interception). L' offense peut, même en cas de fumble, recouvrir le ballon ce qui lui permet de continuer en attaque - ne pas confondre avec le drop. |
| Foul                                  | Faute                                                                          | Violation des règles |
| Free Agency                           | Agent libre                                                                    | Les joueurs non re-signés par leurs équipes originelles deviennent joueurs libres et peuvent être signés par d'autres équipes. Ils sont de 4 types : les Free Agents de 1er classe, les Free Agents de 2e classe, les Free Agents non restreints (UFA) et les Free Agents restreints (RFA) |
| Gang Tackling                         | Plaquage collectif                                                             | |
| Gap                                   | Trou, écart                                                                    | Entre deux joueurs de ligne |
| Goal line                             | Ligne d'en-but                                                                 | Ligne d’en-but que le ballon doit franchir pour réussir le Touchdown. |
| Goal posts                            | Poteaux de but                                                                 | Les poteaux entre lesquels doit passer le ballon lors des field goals ou extra points. Aussi appelés Uprights, ils font 18 pieds et 6 pouces de haut (5,64 m) et partent des deux extrémités de la barre horizontale (crossbar) placée à 10 pieds de haut. |
| Hail Mary                             | Ave Maria                                                                      | Très longue passe avant du quarterback (QB) vers un receveur. Cette passe est généralement tentée dans l'espoir de marquer un touchdown dans les derniers instants du match. |
| Half                                  | Une mi-temps                                                                   | Un match contient 2 mi-temps ou half, chacune durant 30 minutes et contenant 2 quarts-temps. La mi-temps est débutée par un kick-off. |
| Halfback                              | Demi-arrière                                                                   | Coureur plus léger et plus véloce que le Fullback (FB), il constitue avec lui les running-backs (RB). C'est le coureur principal. |
| Halftime                              | Pause                                                                          | Pause de 15 minutes entre les 2 mi-temps (halfs). |
| Hand-off                              | Main à main                                                                    | Transmission de balle (quand le quarterback (QB) sert le running-back (RB) dans les mains pour une course). |
| Hand shiver                           | Poussée des mains                                                              | Ou percussion |
| Hang Time                             | Temps de vol                                                                   | De la balle sur un punt. |
| Hook                                  | Hameçon                                                                        | Tracé d'un receveur |
| Horse Collar                          | Collier de cheval                                                              | Plaquage défensif interdit qui consiste à attraper l’attaquant par l’arrière du col et à tirer vers le bas, pliant le joueur dans le mauvais sens. Ce plaquage est pénalisé de 15 yards depuis plusieurs années à la suite de fractures au tibia provoquées par ce genre de plaquage. |
| Huddle                                | Conciliabule, caucus (Canada)                                                  | Rassemblement des joueurs d’une équipe pour mettre en place la stratégie de la prochaine action, pour l’attaque c’est le quarterback (QB) qui la transmet, en défense c’est un des Linebackers |
| Illegal procedure                     | Procédure illégale                                                             | |
| Incomplete Pass                       | Passe non complétée                                                            | Correspond à une passe qui n’a pas été réceptionnée par un joueur. |
| Instant Replay                        | Arbitrage vidéo                                                                | C’est lorsque l’arbitre regarde l’action à travers un écran à la suite d'une réclamation soit d’un coach, soit de l’arbitre vidéo. L’arbitre principal revoit l’action et décide ensuite si la décision est confirmée ou infirmée. |
| Injury Reserve (IR)                   | Réservistes blessés                                                            | Liste des joueurs blessés d'une équipe qui ne pourront plus jouer de la saison (s'applique généralement aux joueurs dont la blessure est de longue durée). À l'exception d'un seul joueur désigné par avance (l'Injured Reserve Designated To Return), même s'ils guérissent, ils ne pourront plus rejouer de la saison. |
| Inside cut                            | Coupe intérieure                                                               | Après plusieurs speed rushes efficaces, l’offensive line va avoir tendance à se décaler plus facilement à l’extérieur. L’inside cut tire parti de cela en feignant le speed rush à l’extérieur puis en crochetant dans l’espace libre à l’intérieur. |
| Interception                          | Interception                                                                   | Le défenseur (souvent un Defensive Back ou un Linebacker) intercepte une passe adverse. Il a alors le droit de remonter le terrain pour gagner des yards s’il n’a pas été plaqué. |
| Kicker (K)                            | Botteur de précision                                                           | Joueur de l'équipe désigné pour transformer à 1 point après un touchdown en passant le ballon entre les poteaux ou taper un field goal à 3 points lors d'une tentative. Doit être très adroit au pied. |
| Kick-off                              | Botté d'envoi                                                                  | Ou coup de pied d'engagement. Cette action se déroule au début du 1er et 3e quart-temps et après chaque point inscrit. L’équipe en possession du ballon la remet en jeu sur sa propre ligne des 30 yards. Le botteur doit envoyer le ballon au pied le plus loin possible sans qu’il sorte du terrain. Le retourneur adverse doit réceptionner le ballon et remonter le terrain vers l’en-but adverse en suivant les blocks de ses coéquipiers. L’endroit où il est plaqué désigne le point de départ de la première tentative de l’escouade offensive. |
| Line of scrimmage                     | Ligne de mêlée                                                                 | Ligne imaginaire, parallèle à la ligne de but, passant par la pointe avancée de la balle, et allant d'une touche à l'autre, signifiant la position de l'attaque, avant le déclenchement d'une nouvelle tentative. Aucun joueur ne peut traverser cette ligne avant le snap sous peine d'être hors-jeu. |
| Lineman                               | Joueur de ligne                                                                | Il y a les linemen offensifs et les défensifs. Ils s'opposent dès le snap donné. |
| Live Ball                             | Balle vivante (Europe), ballon en jeu (Canada)                                 | C’est une balle qui n’est détenue par aucun joueur. On emploie ce terme surtout à la suite d’un fumble. |
| Locker Room                           | Vestiaire                                                                      | De l'équipe. |
| Motion                                | Mouvement                                                                      | Stratégie qui consiste à déplacer un joueur offensif avant le snap, afin de modifier la formation utilisée. |
| Muff                                  | ?                                                                              | Action pour un retourneur de kick/punt de rater la réception du coup de pied. Une fois que le retourneur a fait un muff, le ballon est vivant pour quiconque s’en saisit en premier. |
| Neutral Zone                          | Zone neutre                                                                    | C’est l’espace entre l’escouade offensive et l’escouade défensive entre chaque jeu (elle s’étale donc autour de la ligne de scrimmage et mesure environ 1 yard de large). |
| Neutral Zone Infraction               | Infraction de zone neutre                                                      | Pénalité de 5 yards sifflée lorsqu'un défenseur franchit la zone neutre (définie par la largeur du ballon sur la ligne de scrimmage) avant le snap et que ce mouvement provoque celui d'un joueur offensif. |
| Nose tackle                           | Tackeur de pointe                                                              | Ou Under Tackle : le plus lourd des defensive Linemen (plus de 140 kilos idéalement). Il s’aligne dans le poste avant droit et son rôle est de faire jouer sa masse pour limiter les couloirs de course et monopoliser deux offensive linemen (ou plus !) pour que le reste de la ligne ait des 1 contre 1. |
| Offside                               | Hors-jeu                                                                       | - En attaque : un joueur qui bouge avant la mise à jeu (snap) est déclaré offside. - En défense : le moment où le offside est jugé est la mise à jeu. Si à ce moment, un joueur a déjà traversé la ligne de scrimmage, il est déclaré hors-jeu. Il n'y a pas hors-jeu défensif si le défenseur percute un adversaire dans sa précipitation. On parlera toutefois plutôt d'encroachment. |
| Onside kick                           | Botté court en jeu                                                             | Lors d’un kickoff, l’équipe qui botte tente un coup de pied court pour essayer de le récupérer et d’avoir ainsi deux possessions de suite. L’onside kick doit faire 10 yards minimum avant de pouvoir être récupéré par l’attaque. |
| OTA (Organised team activities)       | Mini camps                                                                     | En juin, entraînements légers sans épaulières ayant pour but d'installer le cahier de jeu, notamment pour les nouveaux arrivants. Ils permettent d'évaluer également les retours de blessures et si les joueurs s'adaptent à ce que les coaches veulent faire. |
| Out Of Bound                          | Hors des limites                                                               | Se dit d’un joueur qui entre en contact avec la zone blanche de la touche ou au-delà de la End Zone par une quelconque partie de son corps. |
| Overtime (OT)                         | Prolongation                                                                   | Temps supplémentaire d'un quart temps unique (soit 15 minutes) en saison régulière et d'un nombre potentiellement infini de quart-temps supplémentaires en play-offs jusqu'à ce que les équipes se départagent. |
| Passer rating - Quarterback rating    | Évaluation du quarterback (Europe) Cote d'efficacité du quart-arrière (Canada) | Formule mathématique permettant d'évaluer les performances d’un quarterback (QB). Cette moyenne se base sur le nombre de passes tentées, réussies, sur les touchdowns et les interceptions ainsi que sur le nombre de yards (verges) gagnés |
| Pattern (Route)                       | Tracé du receveur                                                              | |
| Penalty                               | Sanction                                                                       | Ou pénalité ou pénalisation |
| Pick                                  | Choix                                                                          | Équivaut au classement d’une équipe dans la draft list (Fisrt pick = premier choix). |
| Pick 6                                |                                                                                | Interception remontée pour le touchdown (TD) et qui rapporte 6 points. |
| Pitch                                 | Petite passe courte                                                            | Petite passe courte à deux mains du quarterback (QB) vers l'arrière. |
| Pitchout                              | Passe latérale ou arrière                                                      | Passe courte à deux mains du quarterback (QB) vers le côté ou l'arrière. |
| Place kick                            | Coup de pied placé au but                                                      | |
| Play Action Pass (play fake)          |                                                                                | Action de jeu où le quarterback (QB) va faire semblant de transmettre la balle à son coureur mais va en fait effectuer une passe. |
| Playbook                              | Livre des jeux                                                                 | L’ensemble des tactiques d’une équipe qui sont regroupées dans un playbook, toutes ces tactiques sont apprises par cœur par chaque joueur. |
| Play calling                          | Appel de jeu                                                                   | L'appel de jeu est la phase, avant chaque action de l’attaque, où l'entraîneur (coordinateur offensif) décide quelle stratégie va être mise en place. L'entraîneur transmet l'information à son quarterback. L'appel de jeu se fait en mots codés prédéfinis afin que l'adversaire ne puisse pas comprendre les intentions de l'attaque. Enfin, le quarterback transmet alors le jeu au reste de l'équipe lors du huddle. |
| Post                                  | Vers les poteaux                                                               | Tracé du receveur vers les poteaux. |
| Practice squad                        | Équipe d'entraînement                                                          | Groupe d'entraînement de l'équipe (composé de 10 à 16 joueurs) qui participe aux entraînements mais ne fait pas partie du roster actif. Un joueur doit passer les waiver pour intégrer une practice squad. Ce joueur peut être signé à tout moment par n'importe quelle équipe. |
| Prevent Defense                       | Défense préventive                                                             | Tactique défensive, préventive qui consiste à reculer pour se protéger contre une passe longue. Utilisée le plus souvent en fin de mi-temps. |
| Pull out                              | Décrochage                                                                     | D'un lineman. |
| Pump fake                             |                                                                                | Le quarterback (généralement) feinte de lancer le ballon avec un mouvement du bras, mais le garde en réalité dans sa main. |
| Punt                                  | Botté de dégagement                                                            | Utilisé sur les 4e tentatives (3e au football canadien) lorsque le ballon est trop loin de l’en-but adverse pour tenter un field goal. Le botteur doit dégager le ballon le plus haut et le plus loin possible pour laisser le temps à ses coéquipiers d’arriver sous le ballon et ainsi d’empêcher la progression du joueur qui relance les punts. À l’inverse d’un kick-off, le punt peut sortir en touche. Au football américain, le relanceur peut demander un arrêt de volée et son attaque repartira alors de l’endroit où il a effectué son arrêt de volée, ou il peut relancer le ballon et l’endroit où il sera plaqué désignera le point de départ de son attaque. |
| PUP (Physically unable to perform)    | Physiquement incapable de jouer                                                | Abréviation de Physically Unable to Perform S'applique généralement aux joueurs blessés qu'on espère pouvoir récupérer en cours de saison (sinon il est placé en IR). Il devra néanmoins observer six semaines de repos et trois semaines d'entraînement avant de réintégrer le roster. |
| Quarter                               | Quart temps (Europe), quart (Canada)                                           | L’une des quatre périodes d’un match, chaque période dure 15 min. |
| Quarterback Kneel                     | Génuflexion du quarterback                                                     | Le quarterback (QB) attrape le snap et pose le genou à terre pour mettre fin au down et laisser dérouler l’horloge. Utilisé en général par les équipes victorieuses en fin de match. |
| Quarterback Sneak                     | Faufilade du quart-arrière (Canada)                                            | Le quarterback (QB) garde la balle et fonce derrière sa ligne pour gagner 1 ou 2 yards. C’est une stratégie généralement utilisée pour prendre la défense à revers quand il faut gagner très peu de terrain (en général moins de 2 yards). |
| Quick kick                            | Botté rapide                                                                   | |
| Red Zone                              | Zone rouge                                                                     | Les 20 derniers yards du terrain avant la zone d'en-but. |
| Referee                               | Arbitre en chef                                                                | Les officials ou zebras désignent l'ensemble du corps arbitral présent sur le terrain |
| Return man (Returner)                 | Retourneur                                                                     | Joueur chargé de recevoir la balle et de contre-attaquer lors d'un botté adverse. Le retourneur de punt et de kick-off n'est généralement pas le même joueur en NFL. |
| Reverse                               | Jeu renversé                                                                   | Jeu consécutif à une passe croisée. |
| RFA (Restricted free agent)           | Joueur libre restreint                                                         | Restricted Free Agent : C’est un joueur libre qui n’a pas fait assez d’années dans la ligue (4 normalement, 6 sans accords collectifs), son ancienne équipe peut placer une restriction sur lui appelée Tenders. |
| Roll out                              | Déplacement incurvé                                                            | Le quarterback (QB) prend le snap et se déplace sur un côté pour tenter une passe. La différence avec le Bootleg et qu’en général le Roll Out ne contient aucune feinte de remise au coureur, c’est une tactique moins soucieuse de tromper la défense. |
| Rouge/Single                          | Simple                                                                         | Football canadien uniquement. |
| Rookie                                | Recrue                                                                         | Un joueur qui effectue sa première saison en NFL. |
| Roster                                | Effectif                                                                       | Liste des joueurs sous contrat avec la franchise à un moment donné. Un roster NFL est constitué de 53 joueurs valides pendant la saison régulière (plus quelques autres sur différentes listes), et peut monter jusqu'à 90 joueurs pendant l’off-season. |
| Run                                   | Course                                                                         | Une action où un joueur prend la balle dans ses mains pour gagner du terrain au sol en courant. |
| Sack                                  | Sac du quart                                                                   | Lorsque le quarterback (QB) se fait plaquer avec le ballon avant même qu’il n’ait pu déclencher son lancer. Le sack a un effet décisif sur la progression de l’escouade offensive car bien souvent il amène une perte de terrain. |
| Safety                                | Sûreté                                                                         | Signifie deux choses différentes : - C'est le plaquage du porteur du ballon dans sa propre zone d'en-but. Cela rapporte 2 points à l'équipe qui l'effectue et elle récupère la possession du ballon. L'équipe victime du safety va alors dégager depuis ses 20 yards au moyen d'un botté façon "punt". - C'est un poste en défense. Le safety est en quelque sorte le dernier rempart. Par analogie avec le football "européen", on le qualifie delibéro. |
| Scramble                              | Improvisation                                                                  | Le quarterback (QB) n’a aucune solution à la passe et il décide de courir avec la balle. Dans la plupart des cas, le scramble n’est pas prévu comme tel et a lieu par nécessité d’échapper au sack, mais avec un quarterback (QB) qui sait courir, le QB Scramble peut être appelé comme tactique. |
| Scrimmage                             | Mêlée                                                                          | |
| Scrimmage zone                        | Zone de mêlée                                                                  | |
| Screen pass                           | Passe écran                                                                    | |
| Shotgun formation                     | Formation chien de fusil                                                       | Formation d'attaque qui consiste à placer le quarterback (QB) en position reculée derrière son centre et à aligner 4 (ou plus) receveurs écartés. Utilisée dans l'optique de faire une passe. |
| Sideline                              | Ligne de touche                                                                | |
| Slant                                 | Oblique                                                                        | Tracé oblique. |
| Snap                                  | Remise en jeu                                                                  | Transmission du ballon vers l'arrière du Centre (C) (généralement entre ses jambes, et au QB), ce qui déclenche l'action. |
| Spearing                              | Harponnage                                                                     | Technique de plaquage illégale, ou un joueur établit un contact initial avec le sommet de son casque à la manière d'un harpon. |
| Speed rush                            | Pointe de vitesse                                                              | Ce n’est pas un mouvement à proprement parler. Il s’agit simplement d’aller plus vite que l’Offensif Lineman et de lui tourner autour afin d’atteindre le QB. |
| Spike                                 |                                                                                | Le quarterback (QB) attrape le snap et jette immédiatement la balle au sol, arrêtant l’horloge. C’est une stratégie utilisée par les équipes menées au score qui n’ont plus de temps-mort ou qui veulent les économiser pour plus tard. |
| Spin move                             | Mouvement tournant                                                             | Le Defensive Lineman feinte le Bull Rush pour que l’Offensive Tackle prenne ses appuis puis tourne sur lui-même tout près de lui en passant rapidement l’adversaire sans possibilité de rattrapage. |
| Stance                                | Position de départ                                                             | |
| Starter                               | Joueur titulaire                                                               | |
| Strong side                           | Côté fort                                                                      | Côté du terrain (sur la largeur) avec le plus de joueurs offensifs. |
| Sweep                                 | Débordement                                                                    | Course |
| Tackle                                | Plaquage                                                                       | |
| Team blocking                         | Blocage collectif                                                              | Minimum deux contre un. |
| Tee                                   | Tee                                                                            | Pièce placée au sol sous le ballon pour le maintenir droit. Ne peut être utilisée que pour les phases de kickoffs (interdite pour les Field Goals). |
| Tenders                               | Restrictions                                                                   | Ce sont les restrictions qu’une équipe peut placer sur ses joueurs libres restreints. Un tender détermine les choix de draft que l’équipe recevra d’une autre équipe dans le cas où son FA signe ailleurs. Il conditionne aussi le salaire que le joueur gagnera sur une saison supplémentaire si aucun accord n’est signé. |
| Tight end                             | Ailier rapproché (Canada)                                                      | |
| Time In                               | Temps de jeu                                                                   | Quand le chrono tourne. |
| Time Out                              | Temps mort                                                                     | Quand le temps s'arrête à la suite d'une demande faite par l'une des deux équipes. Elles disposent de trois temps-morts de 90 secondes par mi-temps. |
| Three-and-out                         |                                                                                | Quand l'attaque ne fait que 3 jeux et doit rendre le ballon à son adversaire (football américain). Son équivalent au football canadien est un "Two-and-out" |
| Toss                                  | Pile ou face                                                                   | Lors du début de match pour savoir qui engage/qui reçoit le kickoff et de quels côtés vont les franchises. |
| Touchback                             | Touché arrière                                                                 | C’est à la suite d'un punt ou d'un kickoff qui va dans la zone d’en-but. La balle peut soit sortir de celle-ci, soit être rattrapée par un joueur qui décide de ne pas retourner (il met un genou à terre). Il y a alors touchback et la balle est placée sur la ligne des 20 yards. Dans des cas plus rares, il peut y avoir un touchback à la suite d'un fumble ou d'une interception de la défense dans sa propre zone d’en-but. |
| Touchdown                             | Touchdown (Europe) Touché (Canada)                                             | C'est un « essai » à 6 points qui se réalise soit à la course (le ballon est porté et il suffit qu'une toute petite partie du ballon franchisse le plan vertical situé à la ligne d'en-but - le ballon ne doit pas obligatoirement toucher le sol) ou à la passe (un équipier réceptionne le ballon dans la zone d'en-but. Il doit avoir le contrôle (la maîtrise) du ballon ainsi que 1 ou au 2 pieds au sol en fonction du championnat, NCAA= 1 pied - NFL= 2 pieds). Le Touchdown est ensuite transformé au choix à 1 (coup de pied de transformation ou PAT ou Point After Touchdown) ou à 2 points (action similaire au touchdown mais qui ne rapporte que 2 points). |
| Two-Minute Offense                    | Tactique des 2 dernières minutes                                               | Tactiques offensives concoctées pendant et utilisées après le two-minute warning. |
| Two-minute warning                    | Avertissement de deux minutes                                                  | Temps mort institutionnel demandé par les arbitres quand il ne reste plus que 2 minutes à jouer dans chaque mi-temps. |
| Two-point conversion                  | Transformation de deux points                                                  | |
| Training Camp                         | Camp d'entraînement                                                            | En août, entraînements tout équipé. Les vraies compétitions pour les postes sont faites à cette période. Un match de pré-saison sera joué chaque semaine. |
| UFA (Unrestricted free agent)         | Joueur libre non restreint                                                     | Unrestricted Free Agent : C’est un joueur libre qui a complété le nombre minimum d’années au sein de la ligue pour être libre de négocier un contrat ailleurs sans restriction de la part de son ancienne équipe. |
| Umpire                                | Arbitre en second                                                              | |
| Veteran                               | Vétéran                                                                        | Joueur ayant fait plus de 6 ans en NFL. |
| Waived                                | Dispensé/Libéré                                                                | Statut applicable à un jeune joueur. Au lieu d'être simplement coupé et devenir un joueur libre, ce joueur peut être signé dans les 24 heures par une équipe (l'ordre du choix des équipes correspond à celui de la draft) à la condition qu'il soit inséré dans le roster actif pendant un temps défini. Si le joueur passe les waiver (non réclamé par aucune équipe), il devient un joueur libre (FA). |
| Weak side                             | Côté faible                                                                    | Côté du terrain (sur la largeur) avec le moins de joueurs offensifs. |
| Wedge                                 | Coin                                                                           | Formation de bloqueurs en coin destinée à s'enfoncer dans la défense adverse. |
| Yard                                  | Yard (Europe) Verge (Canada)                                                   | Égal à 0,914 mètre. |
| Zebras                                | Zèbres                                                                         | Désigne les arbitres (en référence aux rayures noires et blanches de leurs vestes). |